# ナッソー郡 (ニューヨーク州)
ナッソー郡（Nassau County、[ˈnæsɔː]）は、アメリカ合衆国ニューヨーク州ニューヨーク市郊外のロングアイランドに位置する郡である。ニューヨーク都市圏内にある。人口は139万5775人（2020年）。

## 概要
郡の名称は、ロングアイランドの古い名前であるナッソーにちなみ、郡のカラーであるオレンジと青は、イングランド王ウィリアム3世の出身家系であるオラニエ＝ナッサウ家（英語読みではオレンジ＝ナッソー）からとられている。公式の郡庁所在地は、郵便番号11501のミネオラ村であり、住所もミネオラとなっているが、実際にはその南にあるガーデンシティ村に位置する。郡が設立された1899年とこれらの村が法人化された時期（ミネオラは1906年、ガーデンシティは1919年）にずれがあり、このように変則的な形になったまま、現在まで続いている。
ナッソー郡とその東隣にあるサフォーク郡は合わせて、住民により「ロングアイランド」と呼ばれる。ロングアイランドの西端は、ニューヨーク市の行政区であるクイーンズ区（クイーンズ郡）とブルックリン区（キングス郡）である。郡内には、2つの市と3つの町、64の法人化及び非法人化の自治体がある。アメリカ合衆国郵便公社は、67の郵便番号が利用される111の5桁のZIPコードを置いている。郵便局の多くは、所在自治体と同じ名称であるが、担当区域はほとんど同じではない。
2010年にフォーブス誌が発表した内容によると、アメリカで最も裕福な郡のトップ11位となった。1人平均93,579ドルの収入があり、ニューヨーク州では1位に輝いた。

## 名称
マティーンコック（現在は郡内の村の名称となっている）、ノーフォーク（サフォークに対する名称）、ブライアント、サガモアなども郡の名称の候補となった。しかし、ナッソーという名称は、かつてロングアイランド自身の名称であったという特徴を持ち、新しい郡が提案された1876年時点で、最も知られていた。

## 歴史
現在ナッソー郡と呼ばれるエリアはもともと、1683年に制定された最初の12郡の1つであるクイーンズ郡の東側70パーセントであり、他にもヘムステッドとオイスター・ベイの一部であった。
アメリカ独立戦争後の1784年、ヘムステッドの町は2つに分割し、新しい町であるノースヘムステッドにはパトリオットが、ヘムステッドの町にはロイヤリストが大多数を占めた。
1898年には、クイーンズ郡の西側の一部が、東側を残してニューヨーク市の行政区の1つであるクイーンズ区となった。このとき、統合計画の一環として自治体や郡政府はすべて一度バラバラになった。ノースヘムステッド、オイスター・ベイの全て、ヘムステッド（ロッカウェイ半島以外にもヘムステッドの町が行政区の一部となった）のほとんどは郡の一部ではなかったが、1899年、州からの承認により、3つの町が統合して、新しいナッソー郡が誕生した。
新しい郡に備えた住民投票で、1898年11月、ヒックスヴィルとヘムステッドを抑えて、郡庁所在地はミネオラ（1906年、村として新しく組み入れられ、ノースヘムステッドとの境界を決定した）となった
。ガーデン・シティー・カンパニー（アレクサンダー・ターニー・スチュワートの相続人が1893年に設立）から寄贈された、ミネオラ駅や現在のミネオラの町の真南に位置する、ヘンプステッドの町のための4エーカーの土地に、郡庁舎が建てられた。土地や建物には、ミネオラの住所と郵便番号が適合されるが、ガーデンシティ内にある。ガーデンシティが村として法人化されたのは1919年になってからだった。
1917年には、グレンコーブがオイスター・ベイから独立し、市憲章が与えられた。1918年には、ロングビーチがヘムステッド町の中の村として法人化された。1922年にロングビーチは、ナッソー郡の2つしかない市の1つとなった。
国際連合安全保障理事会は、1946年から1951年まで、一時的にナッソー郡に位置していた。理事会は、クイーンズ郡との境界近くにあるレイク・サクセスのスペリー・ジャイロスコープの本社で開催された。ここで、ハリー・S・トルーマン大統領の提案により、朝鮮戦争に関連して朝鮮半島に軍を送ることを国連安全保障理事会が決議したのは、1950年6月17日であった。
1947年には、ウィリアム・レビットの最初の計画都市である、アイランド・ツリー・セクション（後にレビットタウンと改称）がナッソー郡内に建設された。（これはもともとあった都市のガーデン・シティと混同しやすい。）10年後、ワンタフ、イースト・メドウ、マサペクア、マサペクア・パーク、フランクリン・スクエアなどの自治体は成長を始めた。
20世紀後半、ナッソー郡へニューヨーク市の5つの行政区、特にブルックリン、クイーンズから大勢が転居した。サウスショアでは、大きな人口変動が起こった。
1994年には、連邦判事アーサー・スパットがナッソー郡政評議会を違憲だと宣言し、19人の議会が形成された。選挙が実施され、共和党はその最初の議会で13議席とブルース・ブレークマンを勝ち取った。ファーストクラスの議員の中には、ペーター・J・シュミット、ジュディス・ヤコブ、ジョン・シオッティ、デニス・ダン、フランシス・X・ベーカー、ヴィンセント・T・ムスキャレラと現代の重役となっているエド・マンガノがいた。
1990年代、ナッソー郡は破産するほど大きな財政問題を抱えたが、ニューヨーク州政府によって増税で破産を防いだ。ナッソー郡は、ニューヨーク市から郊外のライフスタイルを求め、サフォーク郡、ハドソン・バレー、ニュージャージー、コネチカット、ペンシルベニアに移住する人々に、重税で悪名高い郡となった。
しかし、その後経済は急激に復活する。アメリカ合衆国国勢調査局によれば、ナッソー郡は、1人当たりの収入が全米で最も多い郡の1つである。ナッソー郡は、ニューヨーク市の行政区に似ており、ヘムステッド、フリーポート、ミネオラ、ウェストベリーを含む多くのエリアで、急速な都市化が起こった。
ナッソー郡は経済がより発展していたが、2011年1月27日、ニューヨーク州監督が、多く課税された税が平衡を保っていなかったとして、郡の財源26億ドルを掌握した。

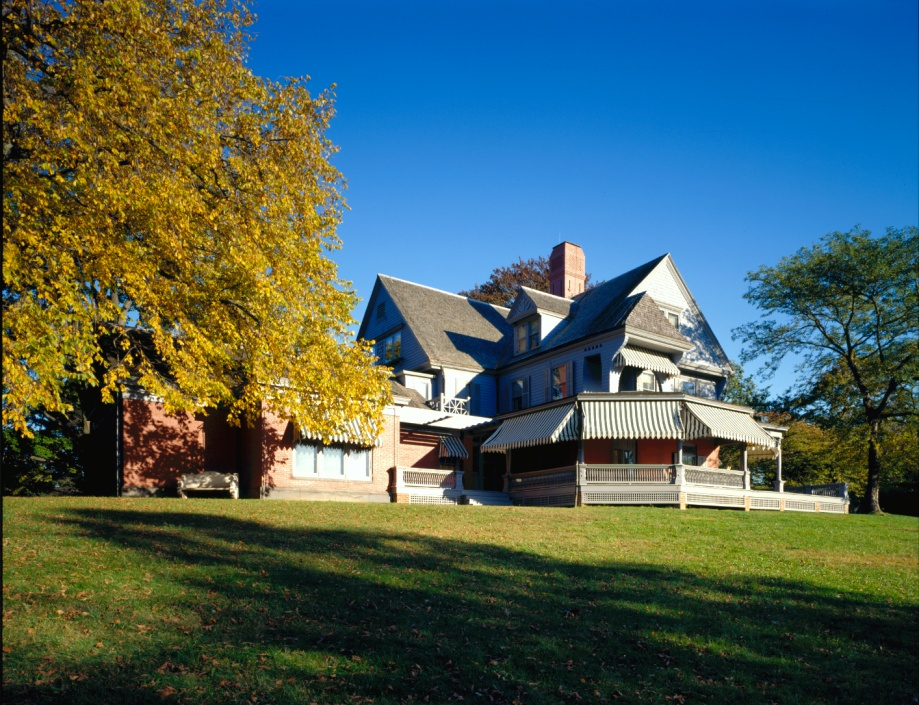
サガモア・ヒルのセオドア・ルーズベルトの家。
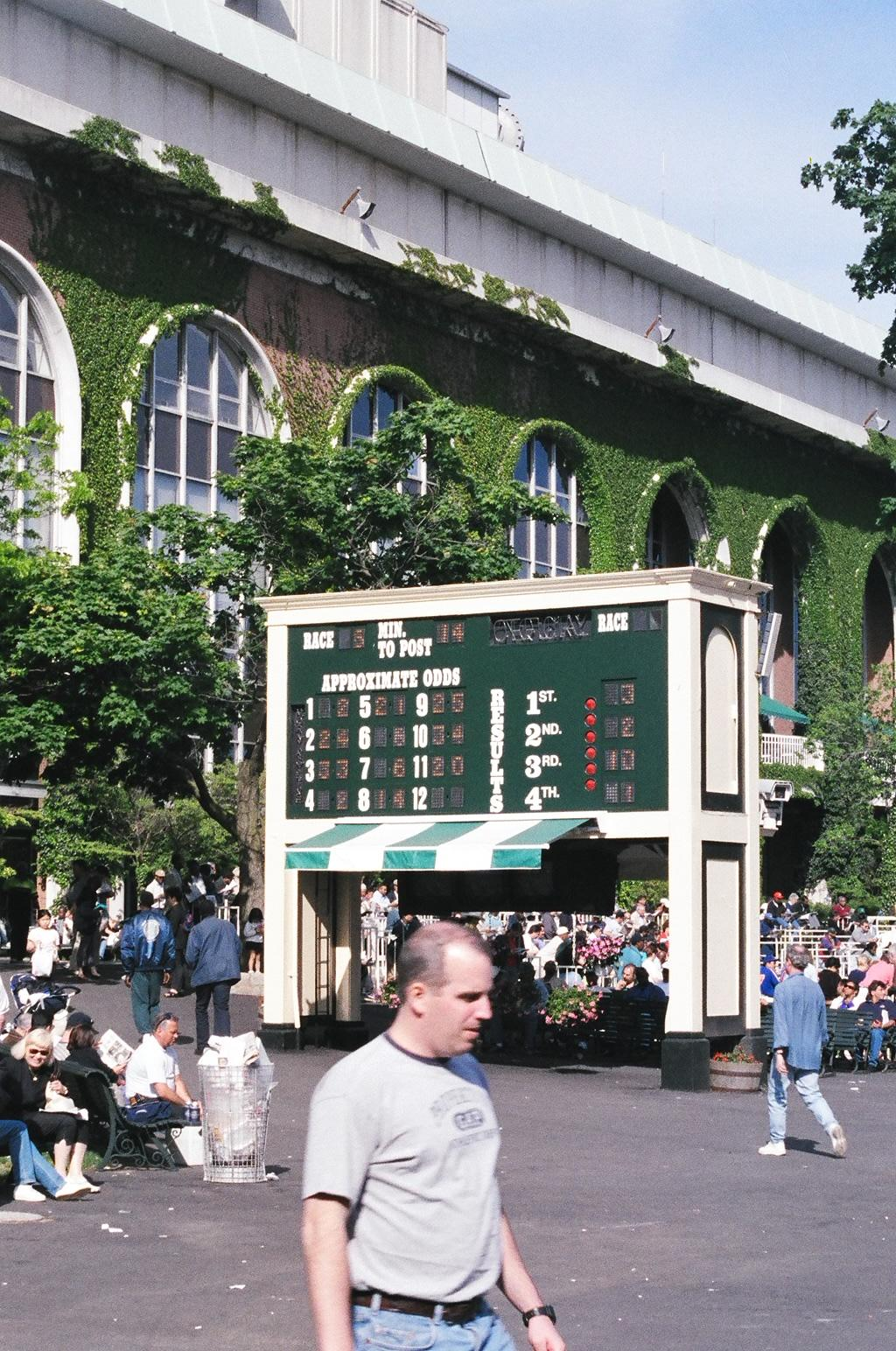
ベルモント・パーク競技場。（1999年撮影）

## 地理
ナッソー郡は、ニューヨーク市の行政区・クイーンズ区のすぐ東側に位置し、ロングアイランドの一部でもある。アメリカ合衆国国勢調査局によれば、ナッソー郡の面積は、453平方マイル（1,173k㎡）であり、このうち287平方マイル（743k㎡）が陸上、36.72%にあたる166平方マイル（431k㎡）が水面積である。
1990年国勢調査と2000年国勢調査の間に、サフォーク郡と領域が交換され、一部がクイーンズ郡となった。多数の国勢調査地域（CDP）が境界を変更し、12の新しいCDPが新しくリストアップされた。

### 気候
ナッソー郡は、北東アメリカの他の沿岸地方と気候が似ている。夏は暖かく、冬は涼しい。年間通じて湿度は高い。この条件により、郡は亜熱帯に分類される。大西洋が、暖かい数ヶ月の気温を調節し、午後の海陸風により風雨の激しさや頻度を和らげられている。郡では適度に晴れた日があり、年間の平均日照時間は、2,400〜2,800時間である。

### 近隣の郡
- ブロンクス郡 (ニューヨーク州) - 西北西。境界は全てロングアイランド湾にある。
- フェアフィールド郡 (コネチカット州) - 北。境界は全てロングアイランド湾にある。
- クイーンズ郡 (ニューヨーク州) - 西。
- サフォーク郡 (ニューヨーク州) - 東。
- ウエストチェスター郡 (ニューヨーク州) - 北西。境界は全てロングアイランド湾にある。

### 国立保護地域
- オイスター・ベイ国立野生生物保護区
- サガモア・ヒル国定史跡

## 行政区分
郡は2つの市、3つの町に分割され、町の下に64のヴィレッジや多数のHamletが存在する。
- グレンコーブ市
- ロングビーチ市
- ヘンプステッド町
  - ガーデンシティ（英語版）（Villages）
- ノースヘムステッド（英語版）町
  - ミネオラ村
  - グレート・ネック（英語版）（Villages）- ウエスト・エッグ
  - マンハセット（英語版）（Hamlet）- イースト・エッグ
- オイスター・ベイ（英語版）町
  - コーブ・ネック（英語版）（Villages）
  - ローレル・ホロー（英語版）（Villages）

## 人口
以下は2000年の国勢調査による人口統計データである。
| 基礎データ - 人口: 1,339,532人 - 世帯数: 447,387 世帯 - 家族数: 347,172 家族 - 人口密度: 1,797人/km2（4,655人/mi2） - 住居数: 458,151軒 - 住居密度: 1,598軒/km2（617軒/mi2） 人種別人口構成 - 白人: 73.0% - ヒスパニック以外: 65.5% - アフリカン・アメリカン: 11.1% - ネイティブ・アメリカン: 0.2% - アジア人: 7.6% - インド人: 3.0% - 中国人: 1.8% - 韓国人: 1.0% - フィリピン人: 0.7% - 日本人: 0.1% - ベトナム人: 0.1% - その他: 0.9% - 太平洋諸島系: 0.03% - その他の人種: 3.5% - 混血: 2.4% - ヒスパニック・ラテン系: 14.6% 先祖による構成 - ユダヤ系: 17.2%（約230,000人、全米の2%） - イタリア系: 23%（人口の大半を占める） - アイルランド系: 14% - ドイツ系: 7% - アメリカ系: 5% - ポーランド系: 4% | 年齢別人口構成 - 18歳未満: 24.70% - 18-24歳: 7.30% - 25-44歳: 28.90% - 45-64歳: 24.00% - 65歳以上: 15.00% - 年齢の中央値: 38歳 - 性比（女性100人あたり男性の人口） - 総人口: 92.80 - 18歳以上: 89.00 世帯と家族（対世帯数） - 18歳未満の子供がいる: 35.30% - 結婚・同居している夫婦: 63.10% - 未婚・離婚・死別女性が世帯主: 10.90% - 非家族世帯: 22.40% - 単身世帯: 18.80% - 65歳以上の老人1人暮らし: 9.40% - 平均構成人数 - 世帯: 2.93人 - 家族: 3.34人 収入と家計 - 収入の中央値 - 世帯: 72,030米ドル - 家族: 81,246米ドル - 性別 - 男性: 52,340米ドル - 女性: 37,446米ドル - 人口1人あたり収入: 32,151米ドル - 貧困線以下 - 対人口: 3.50% - 対家族数: 5.20% - 18歳未満: 5.80% - 65歳以上: 5.60% |

## 法と行政
ナッソー郡の頂点に立つのは郡政府行政官（1938年制定）である。現在の郡政府行政官は共和党員のエド・マンガノであり、2009年にトーマス・R・スオッツィを退け、就任した。地方検事は、民主党員のキャスリーン・ライスであり、2005年11月に30年間地方検事に就いていた共和党・デニス・ディロンを破って就任した。会計監査官は共和党・ジョージ・マラゴス、郡書記は共和党・マウリーン・オコンネルである。

### 郡政府行政官
| 名前                     | 政党   | 期間        |
| ------------------------ | ------ | ----------- |
| J・ラッセル・スプレイグ  | 共和党 | 1938 – 1953 |
| A・ホリー・パターソン    | 共和党 | 1953 – 1962 |
| ユージーン・ニッカーソン | 民主党 | 1962 – 1970 |
| ラルフ・G・カソ          | 共和党 | 1970 – 1978 |
| フランシス・T・パーセル  | 共和党 | 1978 – 1987 |
| トーマス・グロッタ       | 共和党 | 1987 – 2001 |
| トーマス・スオッツィ     | 民主党 | 2002 – 2009 |
| エド・マンガノ           | 共和党 | 2010 – 現在 |

### 会計監査官
ナッソー郡の会計監査官は、会計監査局の長官である。会計監査官は、全国的に任期の制限がなく、4年おきに選ばれる。現在の会計監査官は共和党のジョージ・マラゴスである。マラゴスは2009年11月3日に選ばれた。マラゴス会計監査官は、130万人の人口を抱える郡の26億ドルの予算を管理している。マラゴスと彼のスタッフは、ナッソー郡の予算を管理し、金融業や契約も行っている。また、政府機関を監査し、不用や乱用、クレームなどについて調査・報告するなどの役割がある。実地調査、給料、クレームなども扱っている。
| 順番 | 名前                      | 期間                           | 政党   |
| ---- | ------------------------- | ------------------------------ | ------ |
| 1    | ジョン・リヨン            | 1911年1月1日 - 1913年12月31日  | 共和党 |
| 2    | チャス・L・フィップス     | 1914年1月1日 - 1916年1月3日    | 共和党 |
| 3    | アール・J・バーネット     | 1916年1月14日 - 1922年12月31日 | 共和党 |
| 4    | フィリップ・ウィダーソン  | 1923年1月1日 - 1934年12月31日  | 共和党 |
| 5    | セオドア・ベデル          | 1935年1月1日 - 1964年12月31日  | 共和党 |
| 6    | ペタ—・P・ロッチオ        | 1965年1月1日 – 1967年12月31日  | 民主党 |
| 7    | アンジェロ・D・ロンカーロ | 1968年1月1日 – 1973年1月3日    | 共和党 |
| 8    | M・ヘルステッド・クリスト | 1973年1月4日 - 1981年8月16日   | 共和党 |
| 9    | ピーター・T・キング       | 1981年8月17日 - 1992年12月31日 | 共和党 |
| 10   | アラン・グレイン          | 1993年1月1日 - 1993年12月31日  | 共和党 |
| 11   | フレデリック・E・パローラ | Jan. 1, 1994 – Dec. 31, 2001   | 共和党 |
| 12   | ホワード・S・ワインツマン | 2002年1月1日 - 2009年12月31日  | 民主党 |
| 13   | ジョージ・マラゴス        | 2010年1月1日 – 現在            | 共和党 |

### 郡議会
郡議会には19人の議員がいる。うち10人は共和党、9人は民主党。
| 地区 | 地位       | 議員名                            | 政党   | 居住地                   |
| ---- | ---------- | --------------------------------- | ------ | ------------------------ |
| 12   | 議長       | ピーター・J・シュミット           | 共和党 | マサペクア               |
| 13   | 議長代理   | ノーマ・L・ゴンザルベス           | 共和党 | イースト・メドウ         |
| 1    | 少数党代表 | ケヴァン・アブラハム              | 民主党 | ヘンプステッド           |
| 2    |            | ロバート・トロイアーノ            | 民主党 | ウェストバレー           |
| 3    |            | カリー・ソラガス                  | 民主党 | エルモント               |
| 4    |            | デニス・フォード                  | 共和党 | ロングビーチ             |
| 5    |            | ジョセフ・スキャネル              | 民主党 | ボールドウィン           |
| 6    |            | フランシス・X・ベーカー・ジュニア | 共和党 | リンブルック             |
| 7    |            | ホワード・コペル                  | 共和党 | バレー・ストリーム       |
| 8    |            | ヴィンセント・ムスカレラ          | 共和党 | ウェスト・ヘンプステッド |
| 9    |            | リチャード・ニコレッロ            | 共和党 | ニュー・ハイドパーク     |
| 10   |            | ジュディ・ボスウース              | 民主党 | グレート・ネック         |
| 11   |            | ワイン・H・ウィンク・ジュニア     | 民主党 | ロスリン                 |
| 14   |            | ジョセフ・V・ベレシ               | 共和党 | ファーミングデール       |
| 15   |            | デニス・デュン                    | 共和党 | レビットタウン           |
| 16   |            | ジュディス・ヤコブ                | 民主党 | ウッドバレー             |
| 17   |            | ロース・マリー・ウォーカー        | 共和党 | ヒックスヴィル           |
| 18   |            | デリア・デリッギ＝ワイトン        | 民主党 | グレン・コーブ           |
| 19   |            | デビッド・デネンバーグ            | 民主党 | メリック                 |

### 法の執行
郡警察は、ナッソー郡警察によって運営されている。グレンコーブ、ロングビーチの市や多くの自治体も、独自の警察を組織している。次は、ナッソー郡に存在する村警察である：センター・アイランド、フローラル・パーク、フリーポート、ガーデンシティ、グレート・ネック・エステート、ヘムステッド、ケンシングトン、キングス・ポイント、レイク・サクセス、リンブロック、マルベーン、マットンタウン、オールド・ブルックヴィル（オールド・ブルックヴィル警察は、オールド・ブルックヴィル、ブルックヴィル、アッパー・ブルックヴィル、マティーンコック、ミル・ネック、コーブ・ネックも保護している）、オールド・ウェストベリー、オイスター・ベイ・コーブ、ロックヴィル・センター及びサンズ・ポイント。ポート・ワシントン警察は村警察ではないが、特別地区として認められている。これらの小さな警察も、郡警察の警察学校、飛行団などを利用している。
マットンタウン警察は2011年6月1日からスタートしている。オールド・ブルックヴィル警察は、以前はマットンタウンも担当していた。
2006年には、郡庁所在地であるミネオラの村長が、郡警察が村を守るレベルに対して不満を示した。しかし、2006年12月5日に行われた住民投票で提案は受け入れられなかった。
ロングアイランド州営パークウェイ警察が1980年になくなって以来、ナッソー郡内のパークウェイはすべてニューヨーク州警察警官隊Lによってパトロールされている。1996年には、ロングアイランド鉄道警察がメトロポリタン・トランスポーテーション・オーソリティ警察と統合した。MTA警察はロングアイランド鉄道の線路や駅もパトロールしている。環境保護警察ニューヨーク局は、州の環境法を郡でも適用している。ニューヨーク州立大学警察学校は、ニューヨーク州大学オールド・ウェストベリー校に存在する。
ナッソー郡警察は、ウェブサイト上のプレスリリースで、飲酒運転者の顔写真を公開している。これらの写真はプレスリリースの下に記載してある。これは、従業員や学生、有名陣によって非難された。

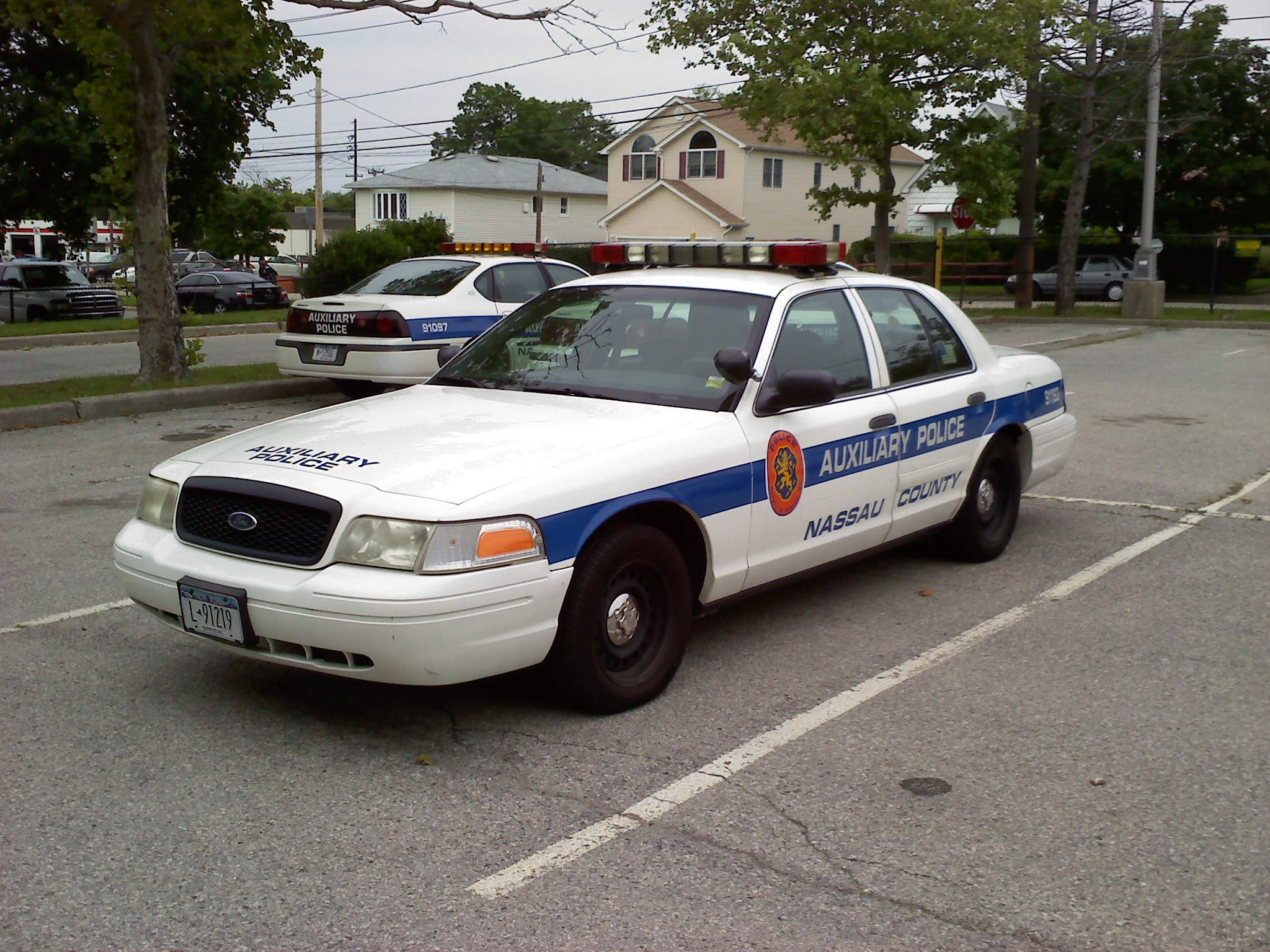
ナッソー郡予備警察隊のパトカー。

予備警察官は、目前で起きた犯罪に対して、逮捕する権限を持っている。
ナッソー郡予備警察官になるための資格を取るには、ナッソー郡警察学校で37週に及ぶトレーニング・コースが必修である。さらに緊急医学士（EMT）のトレーニングも必要である。
予備警察官は、「保安官」としてニューヨーク州刑事裁判局で認定・登録されている。
ロングビーチ市には、自治体の警察の一部として独立した予備警官がある。

## 政治
近隣のサフォーク郡と同じように、ナッソー郡でも1990年代まで総選挙では主として共和党を支持していた。しかし、ここ十年間は、民主党へと変わりつつある。1992年と1996年の大統領選挙では、民主党のビル・クリントンが支持されていた。その後、ナッソー郡の投票者は、2000年のアル・ゴア（19.4%）を大きく差をつけて支持したが、2004年のジョン・ケリー（5.6%）の支持率は下がった。ケリーは、ヘムステッド、ノースヘムステッドで勝利を得たが、オイスター・ベイでは支持されなかった。
民主党の支持率は、郡の中南部、北部で高くなっている。これには、およそ68%が民主党を支持するフリーポート、ヘムステッド村付近の中央部、及びユニオンデールがある南東部を含み、豊かな北部と同じく、中流階級の人々が居住している。これには、グレート・ニック、グレン・コーブ、ロズリンが含まれる。郡の南西にあるロングビーチ周辺は、共和党支持者が多い。
共和党の支持者は、郊外の地域に集中している。郡の南東部にも共和党支持者が多く、マサペクア、シーフォード、ワンタフ、レビットタウン、ベスページ、ファーミングデールのようなエリアは、国会議員ピーター・T・キングの政治拠点となっている。ガーデンシティなどがある西部は、圧倒的に共和党が多い。
両方の支持者が多い地域は、イースト・メドウ、ミネオラ、オーシャン・サイド、ロックヴィル・センターである。
ロングアイランド唯一の共和党国会議員であるピーター・T・キングは、ナッソー郡出身である。彼のニューヨーク第3下院議員選挙区には、ロングビーチ、マサペクア、レビットタウン、ヒックスヴィル、シーフォード、ワンタフ、ファーミングデールのような人口密度の高いエリアを含んでいる。しかしナッソー郡は、民主党のキャロリン・マッカーシーを支持する、ガーデンシティ、カール・プレイス、ヘムステッド、ユニオンデール、イースト・メドウ、バレー・ストリーム、フランクリン・スクエア、ウェスト・ヘムステッド、フリーポートやロックヴィル・センターの一部を含んだ第4選挙区もある。マッカーシーは1996年、共和党のダン・フリーザを破り、それ以来議席を保持している。
ナッソー郡の他の2人の国会議員は、両方とも民主党である。代表はゲーリー・アッカーマン。彼の第5選挙区には、郡の北西部のグレート・ネック、サウンズ・ポイント、ポート・ワシントンとクイーンズ郡の北東部が含まれる。スティーブ・イスラエルを支持する第2選挙区は、主にサフォーク郡を占めているが、ナッソー郡のプレインビュー、オールド・バスページ、ジェリコ、シオセット及びウッドベリーの一部も含まれる。
ナッソー郡の州議会議員はもともと全員共和党員だったが、2007年2月に第7選挙区で民主党のクレイグ・ジョンソンが当選した。2008年の選挙中、民主党の議席を増えたが、共和党は、ロングアイランドの上院で7-2で優勢であった。2010年秋の選挙で、2つの民主党の議席は、共和党が取り戻している。ロングアイランドの全ての州議会議員は、2011年1月より再び全員共和党員となっている。

## 大学
ナッソー郡は、アデルフィ大学、モロイ・カレッジ、ブライヤークリフ・カレッジ、ニューヨーク工科大学、ニューヨーク州立大学ウェスト・ベリー校、ナッソー・コミュニティ・カレッジ、ホフストラ大学、ロングアイランド大学C.W.ポストキャンパス、アメリカ商業海洋アカデミー、ウェブ・インスティテュートなど、多数の大学が存在する。

## 対外関係

### 姉妹都市･提携都市
姉妹都市
- 台中市（中華民国 直轄市） 
1997年9月4日 姉妹都市提携

## スポーツ
ナッソー郡は、ナショナル・ホッケー・リーグのニューヨーク・アイランダースのホームである。彼らは、ユニオンデールのナッソー・ベテランズ・メモリアル・コロシアムでプレーする。
郡はまた、ユナイテッド・サッカー・リーグのFCニューヨークのホームでもある。他にも、メジャーリーグ・ラクロスのロングアイランド・リザーズもある。
ロングアイランドにはさらに、独自のプロ野球チーム、ロングアイランド・ダックスがある。

## 郡のシンボル
- 郡の鳥：ミサゴ
- 郡の花：バーズフット・バイオレット（ヴィオラ・ペダータ）